# Prikosnovénie
Prikosnovénie — французький інді-лейбл, заснований 1991 року Фредеріком Шапленом (фр. Frédéric Chaplain) та Сабін Аделаїд (фр. Sabine Adélaïde). Спеціалізується на просуванні музики стилів дарквейв, етереал-вейв, heavenly voices, неокласичної та романтичної музики з усього світу.
Prikosnovénie описує себе як сучасний продовжувач ідей англійського лейблу 4AD та французького експериментального лейблу V.I.S.A..
Лейбл Prikosnovénie співпрацював з гуртами з багатьох країн світу, зокрема України.
Зараз роботою лейблу займаються Фредерік Шаплен (менеджер), Сабін Аделаїд (менеджер) та Арно Пеллерін (піар).

## Історія
Лейбл Prikosnovénie був заснований 1991 року у місті Нант. Назвою лейбл завдячую казахському фільму «Прикосновение» 1989 року, який дуже подобається Шаплену.
Першим альбомом, який вони випустили, стала збірка у стилі нью-вейв «Sacrilège», яка мала невеликий тираж. 1994 року лейбл випустив свій перший повноформатний альбом «Dun Emrys» гурту Cherche-Lune, який грав у стилі heavenly voices з жіночим вокалом. Після цього лейбл почав співпрацювати і з іншими музикантами цього музичного напрямки.
Прагнучи диверсифікації, команда Prikosnovénie випустила альбом гурту Orange Blossom, який згодом продався накладом понад 10 тисяч копій. Видання цього диску принесло лейблу перший за 6 років існування прибуток. Це посприяло рішенню лейблу працювати з новими музичними напрямками. Було створено відділ LYTCH, який просував музикантів, що грають електричну музику.
2001 року Prikosnovénie переїхав у місто Кліссон, що у Західній Франції. З цього часу лейбл почав співпрацювати з артистами з далеких від Франції країн, зокрема України, Австралії та Японії. Сабін Аделаїд, чиї малюнки прикрашають обкладинки альбомів багатьох виконавців лейблу, випустила до 10-річчя Prikosnovénie збірку усіх своїх робіт. Також до 10-річчя лейблу було випущено збірку «The Fairy World Collection», яка представляє доробок лейблу за роки існування. До збірки зокрема потрапив український гурт Flëur.

## Музичні виконавці
Загалом лейбл випустив понад сто дисків різних музикантів. З ним співпрацювали такі виконавці:
- Alizbar
- Anassane
- Angelic Foe
- Anima in Fiamme
- Antrabata
- Artesia
- Ashram
- Ataraxia
- Atlas Project (Norscq)
- Aythis
- Cherche-Lune
- Caprice
- Collection d'Arnell-Andrea
- Corde Oblique
- Crista Galli
- Daemonia Nymphe
- Demian Clav
- Faraway
- Flëur
- Ghost Fish
- Gnawa de Fes
- GOR (Франческо Банчіні)
- Irfan
- Ivo Sedlacek
- Jack or Jive
- Karin Höghielm
- Klimperei (П'єр Бастьєн)
- Les Marie Morgane
- Louisa John-Krol
- Lys
- Maple bee
- Mediavolo
- Mimetic
- Misstrip
- Moon Far Away
- Omasphere
- Onze h30
- Orange Blossom
- Phagz
- Pinknruby
- Prajna
- Рада и Терновник
- Rajna
- Ringe Ringe Raja
- Secrets de Morphée
- Sarrazine
- Stellamara
- Von Magnet
- XVII° Vie
- Zmiya